# Distanza di diametro angolare
La distanza di diametro angolare è una misura di distanza usata in astronomia. La distanza di diametro angolare di un oggetto è una distanza apparente definita a partire dalla dimensione reale {\displaystyle x}, e dalla dimensione angolare {\displaystyle \theta }  dell'oggetto visto dalla Terra.

{\displaystyle d_{A}={\frac {x}{\theta }}}

La distanza di diametro angolare non è assoluta, ma dipende dal modello cosmologico usato per descrivere l'universo. La distanza di diametro angolare di un oggetto che ha uno spostamento verso il rosso (Redshift) {\displaystyle z}, è espresso in termini di distanza comovente, {\displaystyle \chi } come:

{\displaystyle d_{A}={\frac {r(\chi )}{1+z}}}

Dove {\displaystyle r(\chi )} e definita come:

{\displaystyle r(\chi )={\begin{cases}\sin \left({\sqrt {-\Omega _{k}}}H_{0}\chi \right)/\left(H_{0}{\sqrt {|\Omega _{k}|}}\right)&\Omega _{k}<0\\\chi &\Omega _{k}=0\\\sinh \left({\sqrt {\Omega _{k}}}H_{0}\chi \right)/\left(H_{0}{\sqrt {|\Omega _{k}|}}\right)&\Omega _{k}>0\end{cases}}}

Dove {\displaystyle \Omega _{k}} è la densità di curvatura e {\displaystyle H_{0}} è il valore della costante di Hubble ad oggi.
Secondo il modello matematico che attualmente descrive meglio la geometria dell'universo, la distanza di diametro angolare di un oggetto è una buona approssimazione della "distanza reale", cioè la distanza propria quando la luce lascia l'oggetto. È importante notare che oltre un certo redshift, la distanza di diametro angolare diventa più piccola all'aumentare del redshift. In altre parole un oggetto "dietro" ad un altro della stessa dimensione, oltre un certo spostamento verso il rosso (approssimativamente z=1.5), appare più grande nel cielo, ed avrebbe quindi una distanza di diametro angolare minore.

## Relazione tra dimensione angolare e spostamento verso il rosso

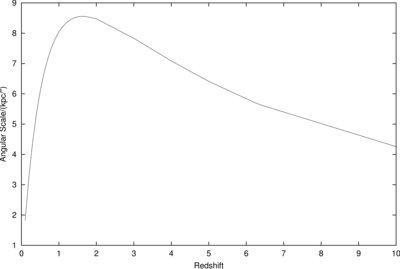
La relazione tra dimensione angolare e redshift per una cosmologia lambda, con kiloparsec per arcosecondo sull'asse verticale.

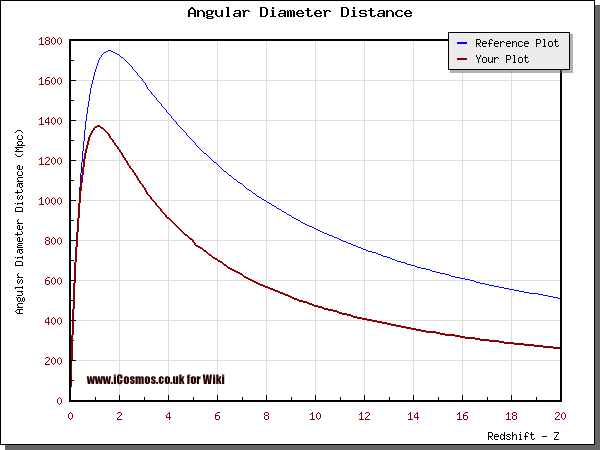
La relazione tra dimensione angolare e redshift per una cosmologia lambda, con megaparsec sull'asse verticale.

La relazione tra dimensione angolare e spostamento verso il rosso spiega la relazione che intercorre tra la dimensione angolare nel cielo di un oggetto di dimensione fisica data, e lo spostamento verso il rosso dell'oggetto visto dalla Terra (che è collegato alla sua distanza {\displaystyle d}, dalla Terra). Nella geometria euclidea la relazione tra la dimensione nel cielo e la distanza dalla Terra sarebbe semplicemente data dall'equazione:
{\displaystyle \tan \left(\theta \right)={\frac {x}{d}}}
dove {\displaystyle \theta } è la dimensione angolare dell'oggetto nel cielo, {\displaystyle x} è la dimensione dell'oggetto e {\displaystyle d} è la distanza dall'oggetto. Quando {\displaystyle \theta } è piccolo la relazione si può approssimare con:
{\displaystyle \theta \approx {\frac {x}{d}}}.
Tuttavia, utilizzando il modello matematico che attualmente descrive meglio la geometria dell'universo la relazione è più complicata. In questo modello, gli oggetti con un redshift maggiore di circa 1.5 appaiono più grandi nel cielo all'aumentare del redshift.
Questo è in relazione alla distanza di diametro angolare, che è la distanza alla quale si calcola che un oggetto si trovi a partire da {\displaystyle \theta } e {\displaystyle x}, assumendo che l'universo sia euclideo.
La relazione effettiva tra distanza di diametro angolare {\displaystyle d_{a}}, e spostamento verso il rosso è la seguente. {\displaystyle q_{0}} è chiamato parametro di decelerazione e misura la decelerazione della velocità di espansione dell'universo; nei modelli più semplici, {\displaystyle q_{0}<0.5} corrisponde al caso in cui l'universo si espanderà per sempre, {\displaystyle q_{0}>0.5} corrisponde a modelli che prevedono che infine l'universo smetterà di espandersi e inizierà a contrarsi, mentre {\displaystyle q_{0}=0.5} corrisponde al caso critico: l'universo continuerà l'espansione rallentando e fermandosi all'infinito
{\displaystyle d_{a}={\cfrac {c}{H_{0}q_{0}^{2}}}{\cfrac {(zq_{0}+(q_{0}-1)({\sqrt {2q_{0}z+1}}-1))}{(1+z)^{2}}}}
La relazione di Matting esprime la distanza di diametro angolare come funzione dello spostamento verso il rosso per un universo con {\displaystyle \Omega _{\Lambda }=0}.